# Oszust (szczyt)

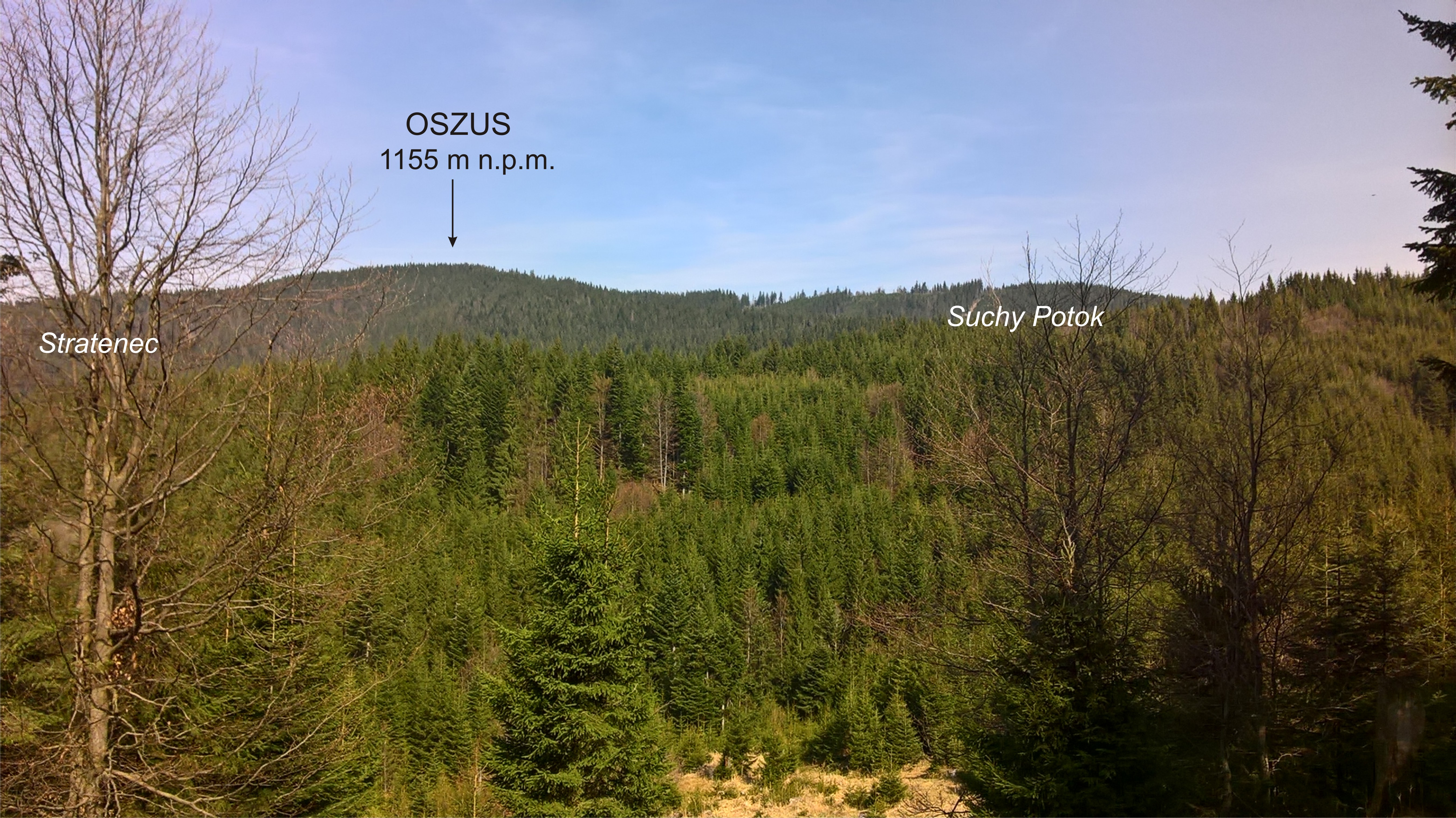
Widok na Oszus od strony południowo-wschodniej (Orawska Leśna)

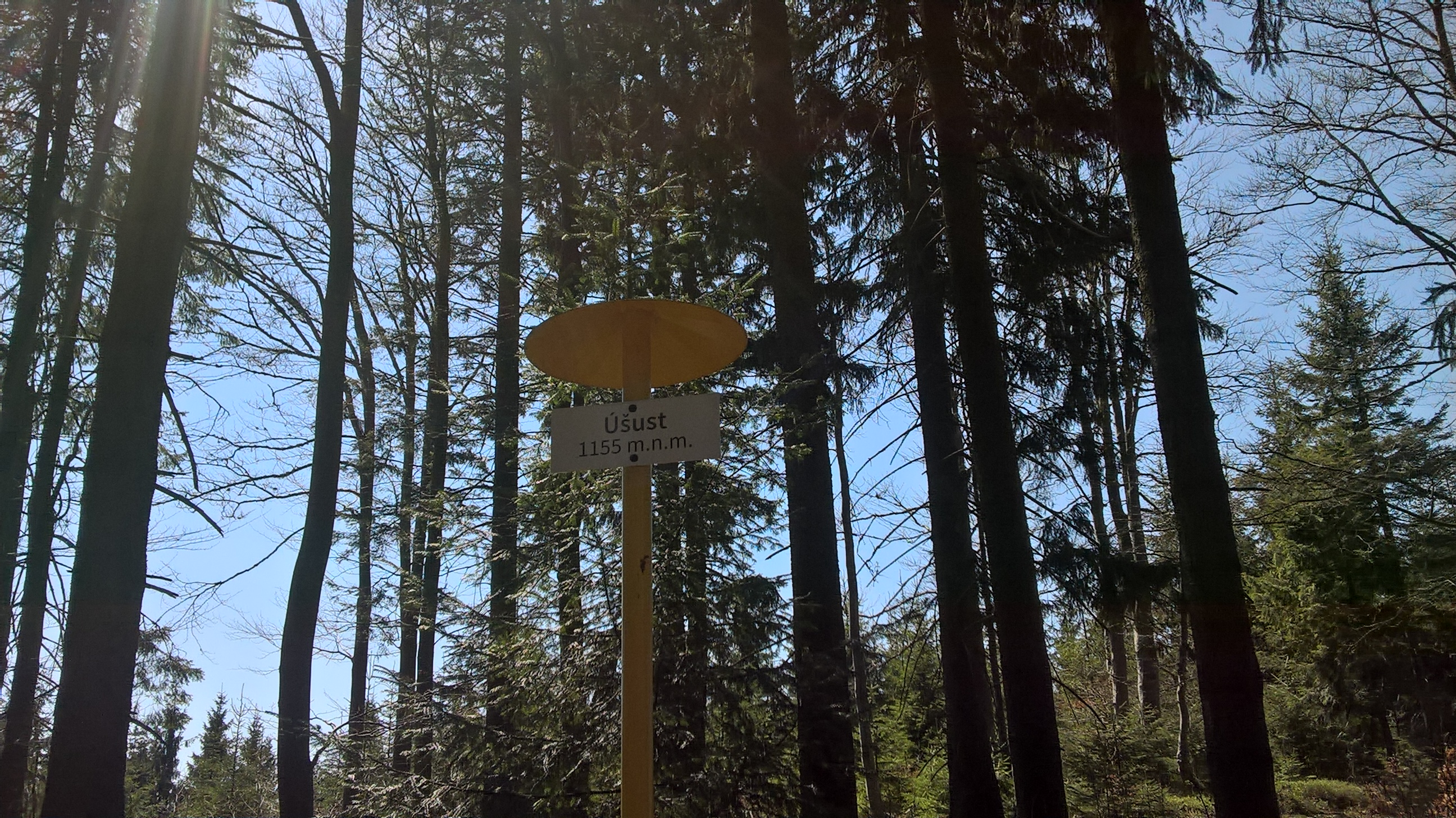
Zalesiony szczyt Oszusa

Oszust (słow. Úšust, 1147 m) – szczyt w Grupie Oszusa w Beskidzie Żywiecko-Kisuckim, znajdujący się w głównym grzbiecie tego pasma, pomiędzy przełęczami Glinka i Przysłop, a dokładniej pomiędzy Równym Beskidem, od którego oddzielony jest przełęczą Pod Oszustem (950 m) i Kaniówkami (952 m).

## Nazwa
Nazwę Oszust podaje państwowy rejestr nazw geograficznych i bazująca na nim mapa Geoportalu, jednak szczyt ten na różnych mapach i w przewodnikach turystycznych nosi różne nazwy. Według Aleksego Siemionowa prawidłowa nazwa to Wysoki Beskid, gdyż jest to pierwsza znana nazwa tego szczytu, podana jeszcze przez Andrzeja Komonieckiego (1658–1728), ponadto dobrze oddaje jego charakter, gdyż wyraźnie góruje on nad sąsiednimi szczytami Równy Beskid i Kaniówki. Na mapie z lat 80. XIX wieku wprowadzono błędną nazwę Osusz, tej nazwy używa także Słownik Geograficzny Królestwa Polskiego. Na mapie Wojskowego Instytutu Geograficznego zmieniono ją na Oszus, przy czym podano ją w nawiasie, zaś jako główną nazwę podano Oszust. Nazwa ta utrzymała się później na mapach PPWK. Według Aleksego Siemionowa nie wiadomo co oznaczają nazwy Osusz czy Oszus, zaś nazwa Oszust jest tylko ich bezpodstawną modyfikacją.

## Opis szczytu
Grzbietem Oszusta przebiega granica polsko-słowacka oraz Wielki Europejski Dział Wodny. Północno-zachodnie stoki Oszusta są polskie i opadają do doliny potoku Urwisko w Soblówce. Na południową, słowacką stronę opada od szczytu Oszusta krótki grzbiet Kowalowego Wierchu, opływany przez dwa potoki; Magurský potok i Jurikov potok (obydwa w dorzeczu Białej Orawy).
Oszust na polskich mapach i w przewodnikach turystycznych ma nazwę Oszus. Na jego szczycie jest punkt triangulacyjny. Szczyt jest porośnięty lasem, ale znajdują się na nim duże wyręby lub wiatrołomy. Prowadzi przez niego słowacki szlak graniczny. Można od niego podejść na wierzchołek Oszusa. Dzięki wyrębom z wierzchołka Oszusa otwiera się panorama widokowa na zachód i północny zachód.
Polskie stoki Oszusta znajdują się w granicach miejscowości Soblówka w województwie śląskim, w powiecie żywieckim, w gminie Ujsoły, słowackie w powiecie Namiestów. Na polskich, podwierzchołkowych stokach Oszusa utworzono rezerwat przyrody Oszast. Zachował się tutaj fragment pierwotnej Puszczy Karpackiej – dolnoreglowy las bukowo-jodłowy z domieszką świerków i jaworów.

## Szlak turystyczny
słowacki szlak graniczny